# Tatankaceratops
Tatankaceratops là một chi khủng long, được Ott & P. Larson mô tả khoa học năm 2010.